# Alcatrazz
Alcatrazz – amerykański zespół heavymetalowy, założony w 1983 roku w Los Angeles. W 1987 roku z dorobkiem trzech albumów studyjnych formacja została rozwiązana. W 2007 roku grupa wznowiła działalność koncertową, która trwała do 2014 r. W 2017 r. Graham Bonett, Jimmy Waldo i Gary Shea, czyli trzy piąte oryginalnego składu uzupełnieni przez Conrado Pesinato i Marka Benquechea dali trzy koncerty w Japonii, podczas których nagrany został album koncertowy Parole Denied - Tokyo 2017, który ukazał się również na DVD. W 2019 Alcatrazz zostało ponownie wskrzeszone. 31 lipca 2020 po 34 latach został wydany nowy album studyjny Born Innocent.

## Dyskografia.
Albumy studyjne
- No Parole from Rock ‘n’ Roll (1983)
- Disturbing the Peace (1985) USA #145[7]
- Dangerous Games (1986)
- Born Innocent (2020)

Albumy koncertowe
- Live Sentence – No Parole from Rock ‘n’ Roll (1984)
- Live '83 (2010)
- Live in Japan 1984: The Complete Edition (2018)
- Parole Denied - Tokyo 2017 (2018)

Single
- Island in the Sun (1984)
- Will You Be Home Tonight (1985)
- God Blessed Video / Wire and Wood (1985)
- Undercover (1986)
- It’s My Life (1986)

Kompilacje
- The Best of Alcatrazz (1998)

## Wideografia
- Metallic Live '84 (VHS, 1984)
- Power Live '85 (VHS, 1985)
- Parole Denied - Tokyo 2017 (2018)